# 영구채
영구채(永久債, 영어: perpetual bond, perpetual, perp)는 만기가 없는 채권이다. 채무가 아닌 자본으로 취급할 수 있다. 발행인은 영구채에 대한 이자을 영원히 지불하며, 원금을 상환할 필요가 없다. 따라서 영구 채권 현금 흐름은 영구적인 것이다.

## 역사

### 해외
2011년 11월 28일, 900여년 전통의, 영어권 최고 오랜 대학인 옥스퍼드 대학교가 사상 최초로 영구채를 발행했다. 2억 5천만 파운드(3억3천200만 달러·약 3천598억원) 규모이며, JP모건을 채권발행 주관사로 정했다. 만기는 100년이다. 무디스는 옥스퍼드대에 최고 등급인 '트리플 A(Aaa)' 신용등급을 부여했다.
2012년 3월, 조지 오즈번 영국 재무장관이 100년 만기 영구채인 오즈번 채권을 발행한다고 발표했다. 국가 신용등급이 AAA를 유지하고 있어서, 영국의 10년 만기 국채 이자율은 2% 수준으로 19세기 이후 가장 낮기 때문에, 지금이 영구채 발행의 적기라고 보고 있다.
2014년 4월 28일, 100년 만기로, 2114년 만기가 돌아오는 10억 파운드(약 1조7000억원) 규모의 멕시코 정부 국채 발행에 성공했다. 금리는 5.62%이다. 미국의 기관투자자들이 대거 몰려 예상치의 2배인 10억 달러가 발행됐다. 제1차대전 당시 영국이 영구채인 전쟁 채권(en:War bond)를 발행한 적은 있지만, 근래 들어 이 같은 초장기 국채 발행은 유례가 없다. 지난 2010년 미 달러화로 표시된 100년 만기 초장기채를 찍은 데 이어, 이번엔 영국 파운드화로 100년 만기 국채를 처음 발행했다. 투자은행 골드만삭스와 바클레이즈가 채권 발행 주관사를 맡았다.
2015년 3월, 영국 정부가 제1차대전 전시비용 국채를 100여년 만에 모두 상환했다. 19억 파운드(약 3조 3천억원) 규모이며, 1917년 1차 세계대전 당시 전시비용을 마련하기 위해 발행했다. 영구채로 연 이자율은 3.5%, 투자자가 12만명을 넘는다. 최근 경제사정이 나빠지자, 고금리인 부채를 모두 상환하기로 한 것이다.
2015년 6월 15일, 시장조사업체인 딜로직(Dealogic)에 따르면 올해 영국에서 비금융 기업들이 발행한 영구채는 380억 달러(약 42조 5천억원)로 집계됐다. 딜로직이 자료를 집계하기 시작한 1995년 이후 가장 많은 규모다. 초저금리 기조 속에서 이자율이 상대적으로 높은 위험 상품인 영구채에 대한 수요가 몰리고 있음을 보여준다. 영구채는 투자자에게 이자만 지급하는 형태의 채권이다. 원금상환 의무가 없기 때문에 주식과 채권의 중간 성격의 '하이브리드채권'으로도 불린다. 물론 특정 시점 이후에 콜옵션 행사로 원금을 조기 상환할 수 있다.
2017년 2월 15일, 전세계 초장기 국채 발행 규모가 2006년에서 2016년 사이에 세 배로 증가했다고 경제협력개발기구(OECD)가 발표했다. 초저금리 시대에서 점차 고금리 시대로 시장상황이 변하려고 할 때에는, 초장기의 초저금리 국채를 많이 발행해 놓는 게 나중에 고금리 시대에 자금을 빌리는 것보다 훨씬 이득이다.
2017년 2월 23일, 스티븐 므누신 미국 재무장관은 100년 만기 국채 발행을 검토중이라고 말했다. 미국 정부가 발행한 최장기 국채는 30년 만기였다. 미국 재무부 차입 자문 위원회가 지난달 31일 회의를 열고 금리가 오르는 상황에서 장기 국채 발행 전략은 역사적으로 성과가 있었다는 의견을 냈다.
2019년 1월, 중국은행이 중국 최초의 영구채를 400억 위안(약 6조5천328억원) 규모로 발행했다. 최초제안가격(IPG)으로 4.5~5.2%의 표면금리를 제시했으며 5년 후 이를 재매입하는 콜옵션이 부가됐다.
경기 하방 압력에 직면한 중국 금융당국은 2019년 초 은행권의 영구채 발행을 허용했다.
량둥차이(梁棟材) 교통은행 금융연구센터 선임 연구원은 바젤 III 협약 틀에 기초한 기타 기본자본 확충 도구인 영구채는 영국, 미국, 프랑스 등 선진국에서 빠르게 발전해 성숙한 하이브리드 채권 자본조달 도구로 자리잡았다면서 영구채 발행은 중국 상업은행이 기타 기본자본을 확충하는 중요한 도구 혁신이라고 말했다.

### 대한민국
대한민국에서는 영구채 기준을 세워 해당 조건을 충족하면 영구채를 회계상 자본으로 인정할 수 있도록 했다. 그 조건은
```
* 30년 이상 채권으로 동일한 조건으로 발행자가 만기연장 권한 보유
* 보완자본(후순위채)보다 후순위
* 배당(이자) 지급율의 제한적 상향(스텝업) 가능
* 배당시기와 규모에 대한 결정권 보유
* 발행후 5년 이내에 상환되지 않아야 함
```

2017년 7월 18일, 교보생명이 5억 달러(약 5600억원) 규모의 영구채 발행에 성공했다. 연 3.95% 금리로 아시아 금융회사가 발행한 영구채 가운데 역대 최저 금리로 3%대 금리로 발행한 첫 사례이다. 다이이치생명과 닛폰생명 등 일본 생명보험사들의 영구채는 4.03~4.06% 금리로 유통되고 있다. 무디스가 평가한 교보생명의 글로벌 신용등급은 'A1'이다.
2018년 6월 8일, 아시아나항공이 영구채 발행에 실패했다. IPG는 9.5%, 발행규모는 최대 3억 달러였다. 발행사에겐 3년 후 조기상환청구권(콜옵션)을 행사할 권한이 부여할 계획이었는데, 투자자가 모이지 않아 발행을 연기했다.
2018년 10월 18일, 두산중공업의 유럽 자회사 두산파워시스템이 3억달러(약 3400억원) 규모 영구채 발행에 성공했다. 최초제안가격(IPG)은 미국 국채 3년물(3T)에 110bp(area) 가산한 수준이었다. 발행사에겐 3년 후 조기상환청구권(콜옵션)을 행사할 권한이 부여됐다. 두산파워시스템은 자체 신용등급 없이 한국수출입은행 지급보증을 받아 발행에 나섰다. 현재 수출입은행의 국제 신용등급은 대한민국 정부와 동일하다.
2019년 대우조선해양이 현대중공업에 인수합병되었다. 대우조선이 발행하고 한국수출입은행이 보유한 영구채 2조 3천억원의 처리가 문제되었다. 현대중공업이 그 중에서 1조원 정도를 물어줘야 한다는 소리도 나왔다. 한국수출입은행은 이를 대우조선 주식으로 전환해 주식시장에서 매각할 권리가 있다. 대우조선해양의 지배주주 자본은 4조원으로 이중 60%에 해당하는 2조 3000억원이 한국수출입은행이 인수한 영구채다.
2023년 12월 18일 KDB산업은행과 한국해양진흥공사 등 매각 측은 HMM 주식 약 3억9879만주(57.9%) 매각을 위한 우선협상대상자로 하림그룹·JKL컨소시엄을 낙점했다. 그러다가 하림그룹측에서 잔여 영구채 1조 6800억 원어치를 3년가량 주식전환 유예 요청했다가 여러 논란이 일어나자 철회했다.

## 가격결정
영구채는 다음 공식을 사용하여 평가됩니다:
{\displaystyle {\text{Price}}={\frac {I}{y}}}
위치:
- {\displaystyle I} 는 채권에 대한 연간 이자이다.
- {\displaystyle y} 는 사용 가능한 최대 기간 동안 예상되는 수익률이다.

## 같이 보기
- 채권
- 자본